# Salumeria

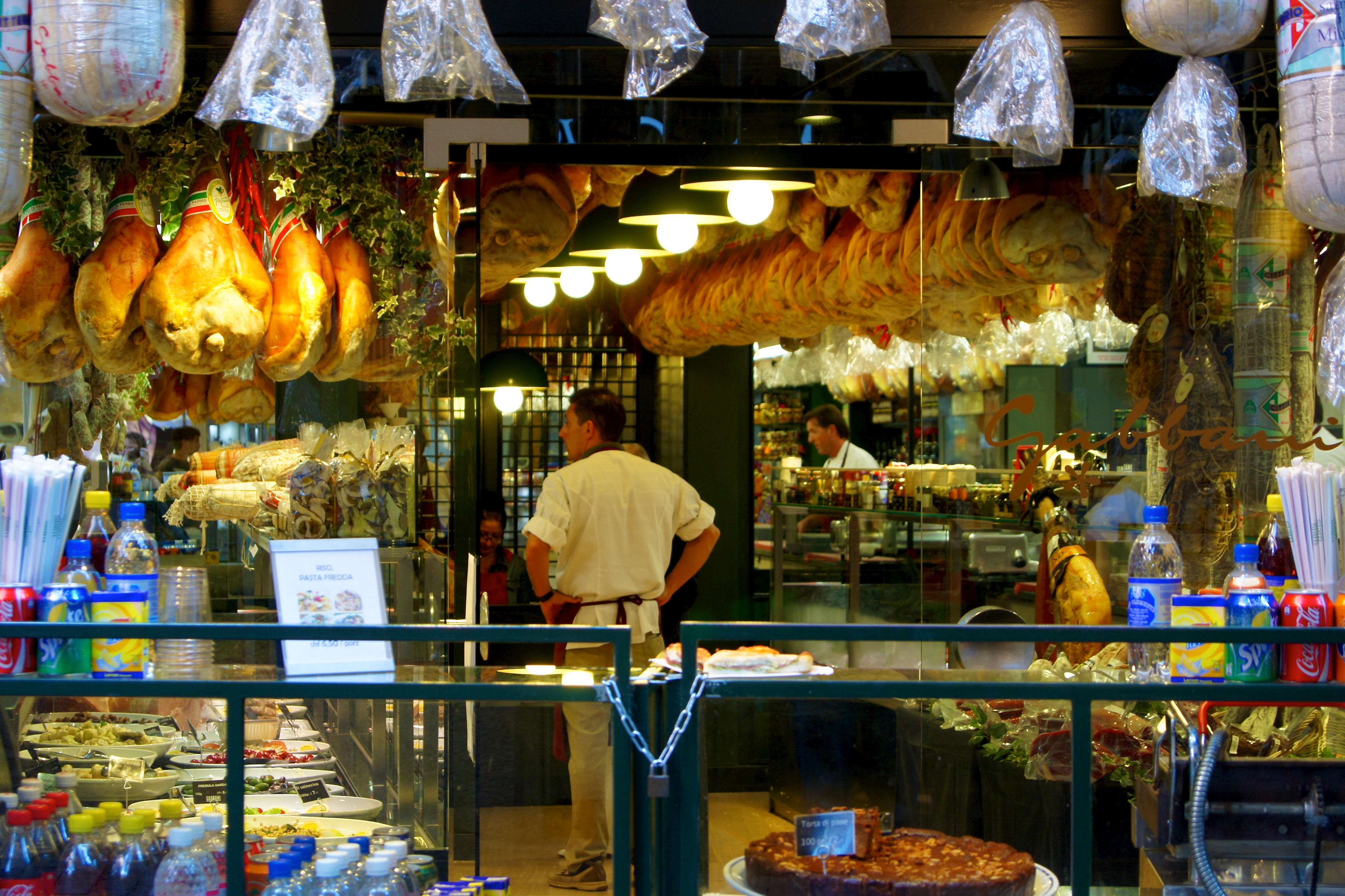
Veduta di una salumeria

La salumeria, definita anche pizzicheria o salsamenteria, è un negozio dedito principalmente alla vendita di salumi.

## Descrizione
Pur essendo tipicamente dedita alla vendita di salumi, una salumeria può anche vendere formaggi nonché altri prodotti di gastronomia e di enoteca.
Una salumeria dedita esclusivamente alla vendita di carni suine è detta, specialmente nell'Italia centrale, norcineria.